# Pedro de Quevedo y Quintano
Pedro Benito Antonio Quevedo y Quintano (Villanueva del Fresno, 12 de enero de 1736 – Orense, 28 de marzo de 1818) fue un cardenal, obispo, catedrático, filósofo, teólogo y político español.

## Biografía
Nació en 1736 en el seno de una familia hidalga. Cursó sus primeros estudios con los jesuitas de Badajoz. 

### Formación
Estudió Filosofía y Teología en el Colegio de Santiago de Granada, donde obtuvo en 1753 los títulos de bachiller en Filosofía y bachiller en Sagrada Teología. Entonces obtuvo, por oposición, una beca para continuar sus estudios en la Universidad de Salamanca, donde obtuvo el título de licenciado en Sagrada Teología en 1755. En 1766 obtuvo el doctorado en Sagrada Teología.  

### Vida docente
En 1756 obtuvo, por oposición, una cátedra de Filosofía de la Universidad de Salamanca, comenzando entonces su vida docente. En 1757 fue nombrado canónigo lectoral de la catedral de Zamora y en 1760 fue ordenado sacerdote. En 1766 obtuvo el doctorado en Sagrada Teología. En 1770 obtuvo el cargo de canónigo magistral de la catedral zamorana. Además de catedrático de Filosofía fue también canciller de la Universidad de Salamanca.

### Episcopado
En 1776 fue nombrado obispo de Orense. Se opuso con éxito en dos ocasiones -1783 y 1812- a ocupar el cargo de arzobispo de Sevilla. También se opuso en 1783 a ocupar el cargo de Inquisidor general. Fue fundador del Seminario de Orense en 1803.
Se opuso a José Bonaparte y fue uno de los cinco elegidos para participar en el Consejo de Regencia de España e Indias el 29 de enero de 1810, durante la Guerra de la Independencia. Renunció al cargo frente a las Cortes de Cádiz y estas decretaron contra él el destierro en 1812. En este contexto, para poner las cosas en su lugar y refutar las falsas acusaciones que se dirigían contra él, escribió y publicó su Manifiesto a la nación española. Continuó dirigiendo su diócesis desde el pueblo portugués de Tourem mientras duró el conflicto.
En 1816 el Papa Pío VII lo nombró cardenal. Su sepulcro en la Catedral de Orense fue realizado por el escultor Antoni Solà.
Murió en Orense el 28 de marzo de 1818. 

## Obras
- Manifiesto a la nación española (1813).